# モペッド
- モペッド
- モペット

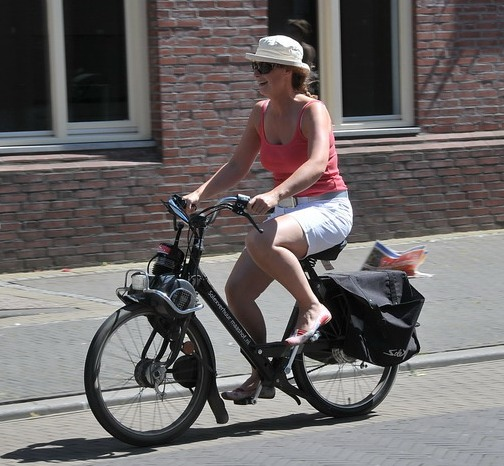
フロントタイヤ上部にエンジンを備えるベロ・ソレックス

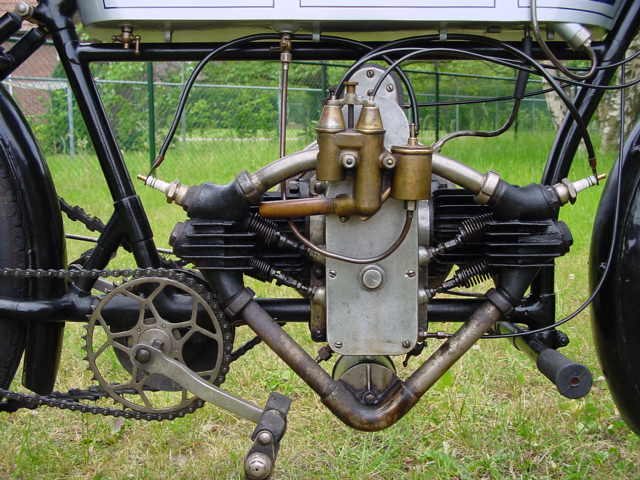
1912年製造のダグラス社製オートバイには、ペダルと連動するチェーンドライブと原動機が確認できる。

モペッド (moped) は人力走行用のペダルが付いたオートバイの日本での総称である。
エンジンや電動機（電気モーター）などの原動機だけで走行することも、ペダルを漕いで人力だけで走行することも可能な車両を指す。Motor（モーター、原動機）と Pedal（ペダル）のかばん語が語源。年配者を中心に「バタバタ」「ペケペケ」と呼ばれる場合もあるが、後述の商標の一般名称化や一般名称との混同でモペットという呼び方がマスコミにより、間違って世間に定着している。本項では「モペッド」に統一し、商品名や引用で必要な場合のみその表記とする。

## 概要
モペッドは本来、「原動機/発動機が付いた自転車」あるいは「ペダルで漕げるオートバイ」のことであるが、現在はペダルの有無にかかわらず小排気量のオートバイ全般がモペッドと呼ばれている。同様に、日本の法規において原動機付自転車はペダルの有無にかかわらず 125 cc 以下（道路運送車両法）あるいは 50 cc 以下（道路交通法）のオートバイまたはスクーターを指しており、これらは人力のみで走らせることは構造上できない。このため、警察庁では本来の意味のモペッドに対して「ペダル付きの原動機付自転車」という呼称を用いていたが、自転車との間違いが多いため現在は、ペダル付き電動バイクと変更になった。。
原動機は排気量が 50 cc 前後の小型の内燃機関が多く、電動機を原動機とするものもある。駆動方式にはいくつかあり、足こぎペダルとは別の駆動系で後輪を駆動する場合（NS号やホンダ・ピープルなど）や、足こぎペダルと共用のチェーンを介して後輪を駆動する方式（ホンダ・ノビオなど）、フロントタイヤを駆動する方式（ヴェロソレックスなど）がある。無段変速機 (CVT) や自動変速機を備えたものや、自転車用内装変速機を備えるものもある。スターターモーターを搭載している車種は少なく、多くはペダルで走行しながら慣性を利用してエンジンを始動する。フレームは、自転車と同じ構造のものが多いが、走行安定性を向上させるサスペンションを装備した車種もある。

## 法規
日本では登場初期においては軽車両扱いで運転免許が不要であったが、1960年（昭和35年）の道路交通法施行以降は16歳以上を対象とする免許制となっている。
ヨーロッパでは許可証取得または車両登録のみで運転でき、運転免許が必要ない国が多かった。一例として、1935年に出版されたエーリッヒ・ケストナーの『エーミールと三人のふたご』に「操縦者免許がなくても乗れる車種」として登場する。このため、日本よりも普及率が高く、他カテゴリのオートバイと比べて欧州メーカー製品の割合が高い。2013年1月19日より、全ての欧州連合 (EU) 加盟国で「Moped」（設計上の最高速度が25 km/h超45 km/h以下のオートバイ）の運転にはAM運転免許が必要となった。
日本の公道で運用するためには、国土交通省が定める道路運送車両の車両保安基準に基づき、以下の部品を装備することが義務づけられている。
- 前照灯（ヘッドランプ）
- 警音器（ホーン）
- 後部反射器（赤色）
- 区市町村税条例で定める標識（ナンバープレート）
- 番号灯（ナンバープレートランプ）
- 後写鏡（リアビューミラー）
- 速度計（スピードメーター）
- 尾灯・制動灯（テールランプおよびブレーキランプ）
- 方向指示器（ターンシグナルランプ）

このうち、速度計と尾灯・制動灯、方向指示器については、構造により平地での最高速度が20 km/h未満となる車両については義務とはならない。ただし道路交通法により、方向指示器や制動灯を装備していない車両であっても、手信号で合図を行うことが義務づけられている。また、エンジンを始動せずにペダルでこいで運転する場合でも「原付を運転する扱い」になるので、ヘルメットの着用などが義務づけられ、車道を走行しなければならない。
店頭で販売する場合は交通安全周知の為、上記の法規説明に加え、購入者に自賠責保険への加入確認を徹底する事業者も存在する。
しかしながら、ペダルつきのモペッドそのものや、法律上オートバイであることの認識が薄いこと、電動タイプ（電動自転車・フル電動自転車等と称される）は外観上電動アシスト自転車との見分けがつかないことなどを背景に、法令に違反して歩道を走行したり、無免許運転したりする利用者がおり、警察は交通違反切符の対象にして取り締まっている。必要な装備がないのに「公道走行可能」と銘打って販売するECサイトもある。

## 日本における歴史

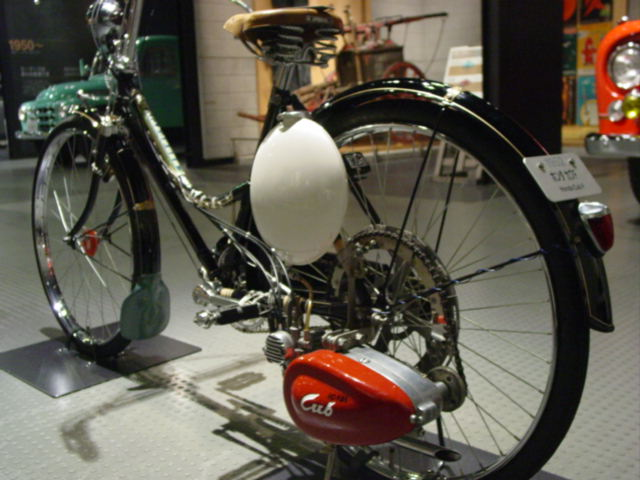
ホンダ カブ Fを取り付けた自転車

日本における最古のオートバイの記録としては、1898年（明治31年）に柴義彦がアメリカ合衆国から輸入し、組み立てて製作した車輌の写真が残されているが、1909年に島津楢蔵によって製作された「NS号」が日本の純国産オートバイ第一号として認識されている。NS号は、400 ccの4ストローク単気筒エンジンを、自転車をベースに製作したフレームに搭載していた。
ただし、オートバイエンジンのパワーや重量に耐えられるよう、本格的オートバイのフレームは自転車フレームのレベルから早期に強度を高めた構造に発達し、小型の後付けエンジンはそれら本格オートバイとは別のカテゴリで発展したが、日本では自転車取付エンジン式のオートバイ開発は太平洋戦争前には広まらなかった。
太平洋戦争後、旧日本軍から放出された発電用エンジンを取り付けた自転車が出現した。やがて小さなメーカから専用の自転車用取付エンジンが発売され、販売数は1948年（昭和23年）には2,000台、1949年には10,000台ほどに達した。現在まで続くメーカーのうち、本田技術研究所（現・ホンダ）は1948年に50 ccのホンダA型を発売、1952年に「カブ 取付エンジン F型」を発売して1955年まで販売した。鈴木式織機（後の鈴木自動車工業、現・スズキ。以下スズキと略）は、1952年（昭和27年）にパワフリー (36 cc) を発売し、後継機種のダイヤモンドフリー、ミニフリーシリーズ（50 cc他）を1959年まで発売した。当時オートバイも販売していたブリヂストンタイヤ（現・ブリヂストン）は、1954年（昭和24年）に50 ccの富士精機製エンジンを用いた取付エンジンを発売した。
日本の自転車用取付エンジンは、重積載用の実用型自転車（実用車）に取り付けられて過負荷で酷使される事例が多く、前後輪間（フレームの前三角部分）または後輪側面にエンジンを取り付けるものがほとんどであった。ヨーロッパ車で見られた前輪直上にエンジンを積む前輪駆動方式はトーハツとミヤタ（現・モリタ宮田工業）に少数の例があったのみで、一般化しなかった。後付け式自体、振動や高速走行で自転車のフレームや車輪に人力では生じないような過大な負荷を与え、日本特有の過負荷酷使も伴って多々破損事故を引き起こし、性能向上の許容度が低い欠点を有した。1960年頃までには後続の完成車型モペッドの普及で廃れ、最終的に1960年代半ばまで生産されたのはチェーンドライブ車ではなく、駆動ロスはあるが取り付けが非常に簡易であったリムやタイヤへの摩擦駆動を用いた、ブリヂストン（帝輪号 BSモーター41）と群馬県伊勢崎市の板垣（サンライト）の2モデルに留まった。
1957年にタス・モーペッド7HFが発売され、完成品としてのペダル付きオートバイが販売されるようになった。
翌1958年（昭和33年）、スズキがペダル付きのスズモペットSM-1 (50 cc) を発売、同年に発売されたホンダ・スーパーカブの大ヒットにより、原動機付自転車の主流はペダル付きからペダルなしへと急速に移行していった。モペッドから濁音を除いた「モペット」という造語はスーパーカブに代表されるビジネスバイクに対しても流用され、山口自転車の山口・オートペット、ヤマハ発動機のヤマハ・モペット、川崎重工業（現・カワサキモータース）のカワサキ・ペット、スズキ・セルペットなどの車名に用いられた。1961年（昭和36年）をピークとする「モペットブーム」はこれらアンダーボーンフレームのビジネスバイクの流行を指している。その後も50 ccのスクーターやビジネスバイクを含めた原動機付自転車のブームはたびたび訪れたが、足漕ぎペダルが付いていることを特徴とするモペッドは日本の法規においてその利点を活かすことができず、普及することはなかった。
ヴェロソレックスやピアッジオ・チャオ、トモス、中華人民共和国（中国）製の輸入車も販売されているが、スーパーカブの登場以降に国内メーカーから発売されたモペッドはごくわずかにとどまっている。
- 山崎内燃機関研究所・BLUE BIRD
- 協同組合マルウチ自転車
  - マルウチ号
  - マルウチデラックス（1958年）
- ホンダ・リトルホンダ
  - P25（1966年）[11]
  - PC50（1969年）
- ホンダ・ノビオ PM50（1973年）[12]
- ダイハツ・ソレックス（1974年 ノックダウン生産）
- ホンダ・ピープル（1984年）
- フキ・プランニング・FK310（1998年）
- マメデザイン・ジャペッド（2013年）
- glafit・GFR-01（2017年） - 電動折りたたみ式

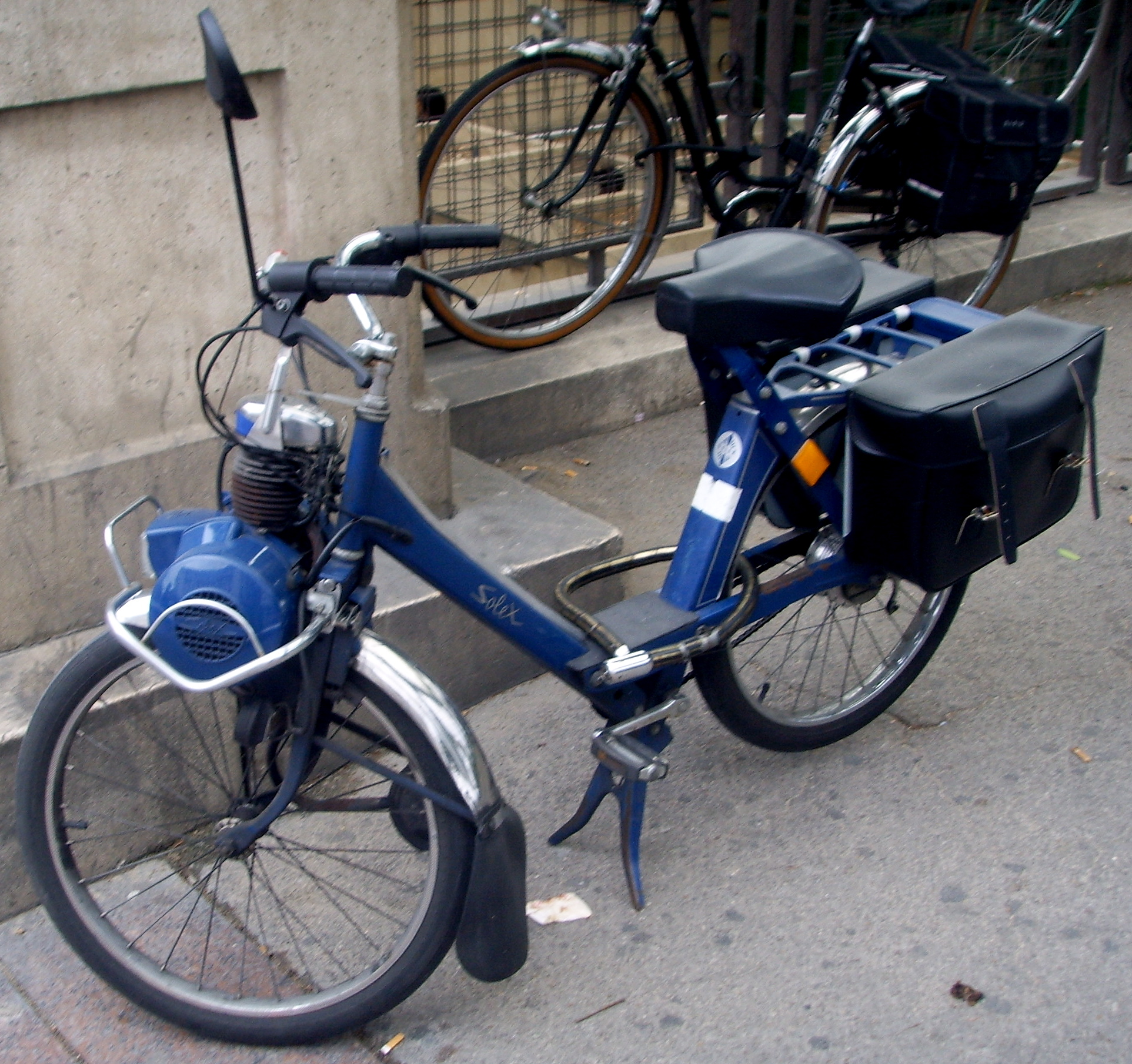
ヴェロソレックス
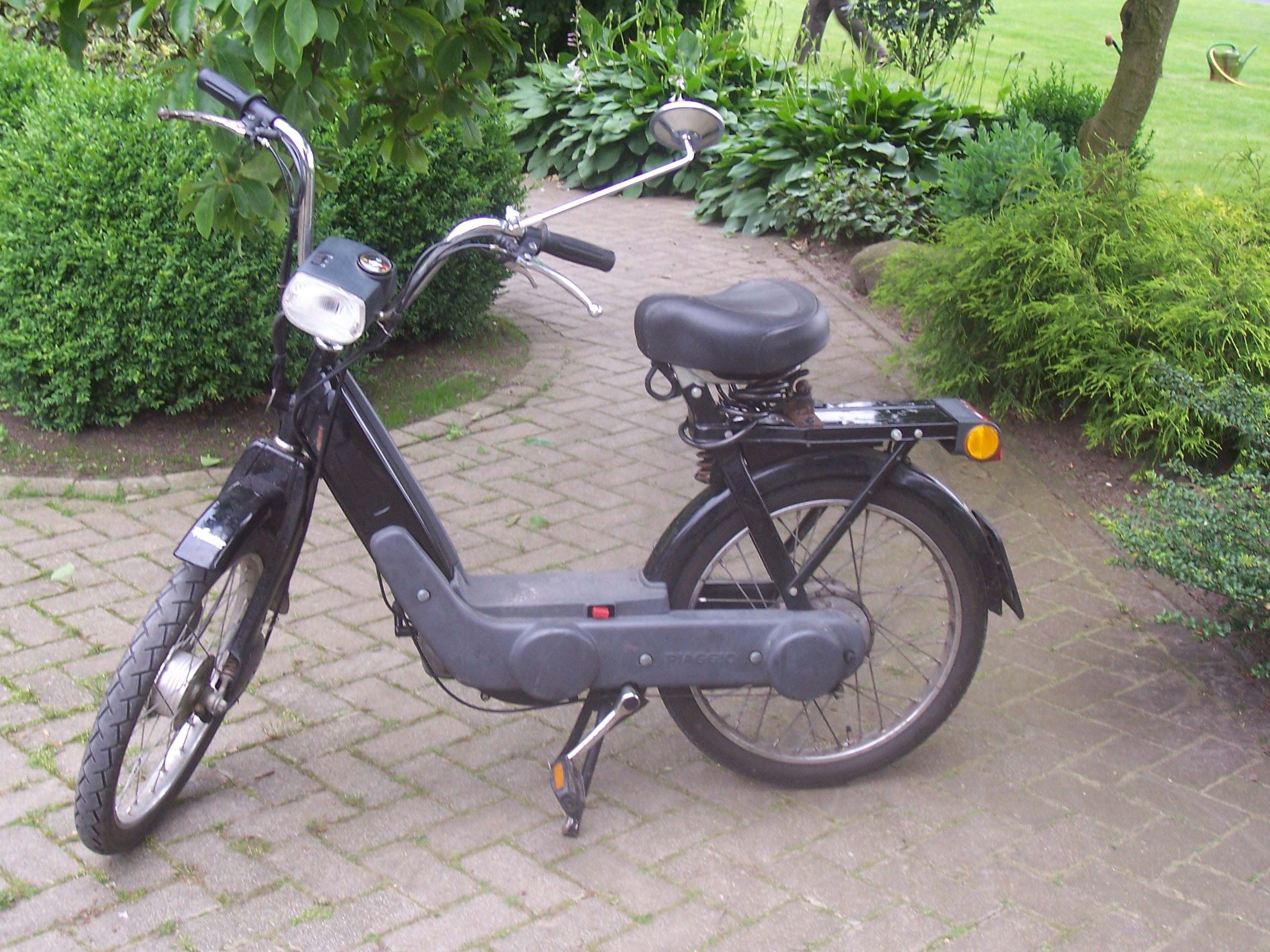
ピアッジオ・チャオ
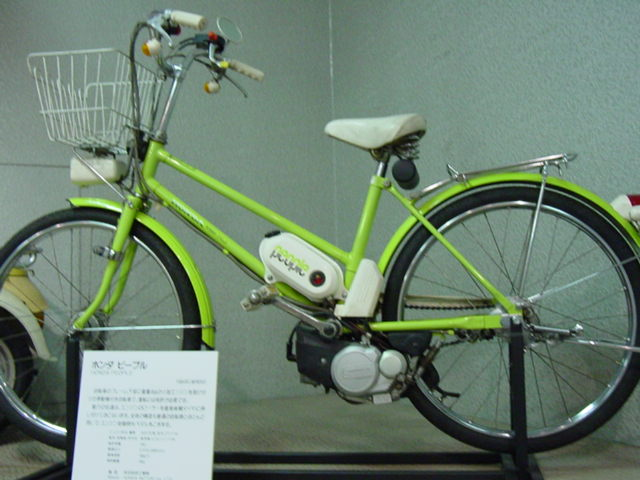
ホンダ・ピープル
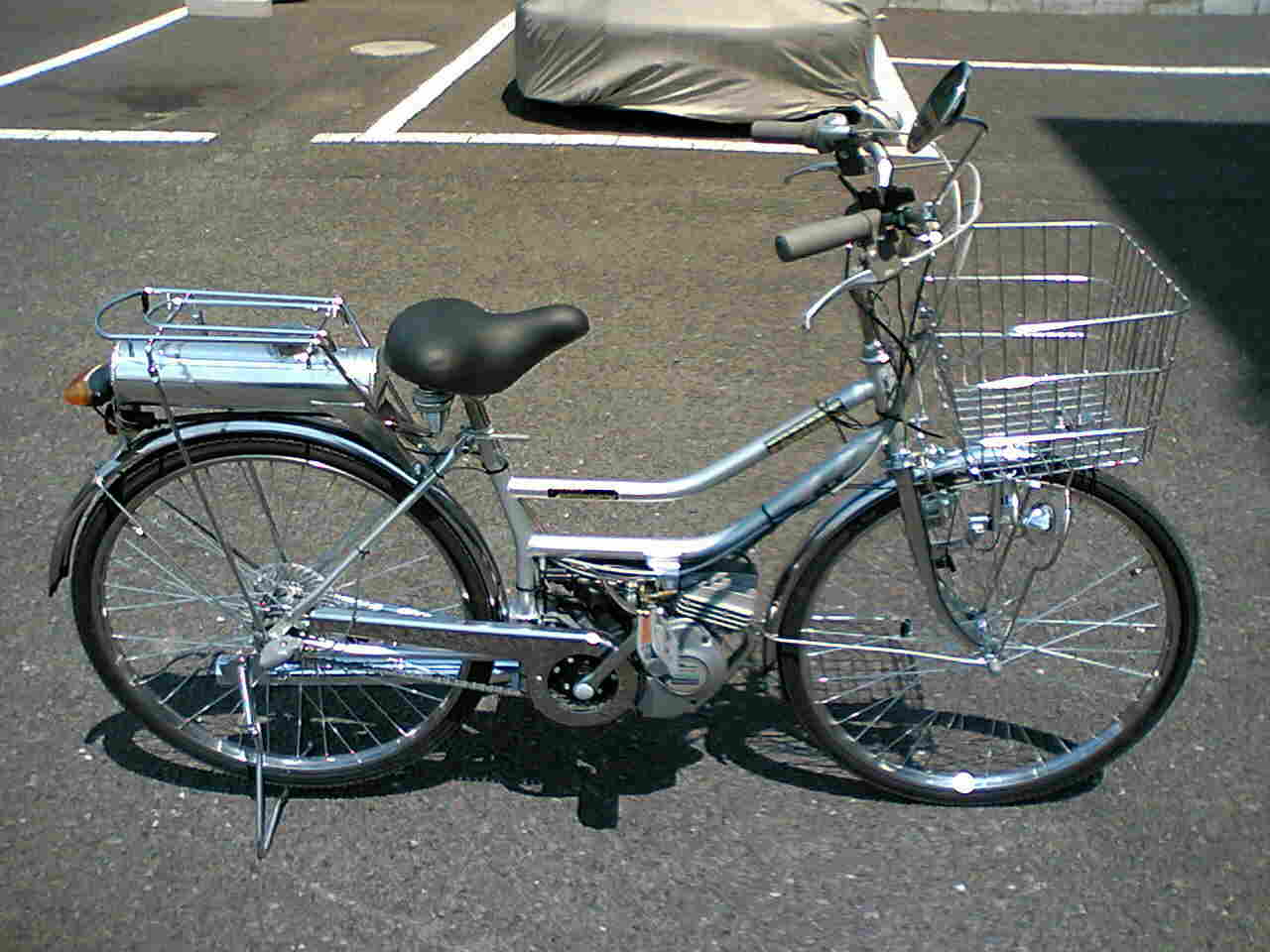
Fuki Planning FK310DX
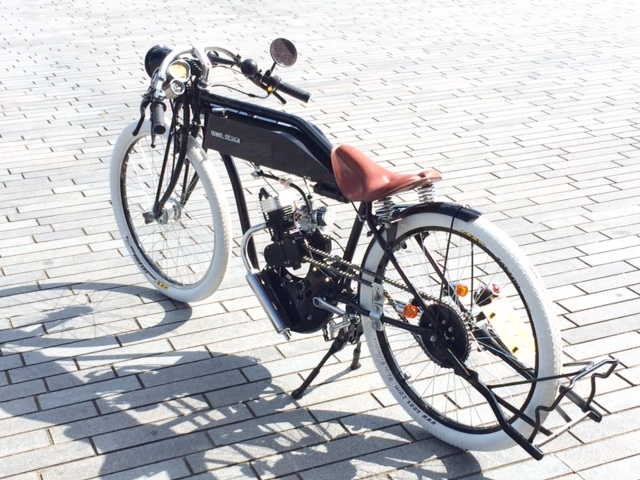
マメデザイン・ジャペッド

## 主な製造元と製品名
現在、製造しているメーカー
- フキ・プランニング（日本） - FK310シリーズ（同社の主力製品のひとつ）
- glafit（日本） - glafitバイク GFR-01（主力商品）
- ディブラッシ（イタリア） - R7（折り畳みバイク）
- ISOLA（日本） - Eサイクル（主力商品）

過去に製造していたメーカー
- トモス（スロベニア） - Classic-1（普通トモスと呼ばれるもの）（生産終了）
- プジョー・モトシクル（フランス） - プジョー・ヴォーグ（生産終了）
- ソレックス（フランス） - 一時期ダイハツがノックダウン生産し、ダイハツ・ソレックスの名称で正規販売を行っていた。
- ピアッジオ（イタリア） - ピアッジオ・チャオ、ピアッジオ・ブラボー（生産終了）
- マメデザイン（日本） - Japed【ジャペッド】（生産停止）
- プロッツァ（日本） - プロッツァ・ミレット（ペダル付き電動スクーター、生産終了）
- ベイズ（日本） - bycle【バイクル】（主力商品、生産終了）

## 国ごとの免許
| 国             | 年齢                   | 科目                 | 最高速度 (km/h)       |
| -------------- | ---------------------- | -------------------- | --------------------- |
| ドイツ         | 15                     | 筆記試験             | 25                    |
| ドイツ         | 16                     | 筆記試験 と 実技試験 | 45                    |
| オーストリア   | 15                     | 筆記試験と実技試験   | 45                    |
| ベルギー       | 16                     | なし                 | 25                    |
| ベルギー       | 16                     | 筆記試験 と 実技試験 | 45                    |
| デンマーク     | 16                     | 筆記試験 と 実技試験 | 30                    |
| デンマーク     | 18                     | 筆記試験 と 実技試験 | 45                    |
| スペイン       | 14                     | 筆記試験             | 45                    |
| フィンランド   | 15                     | なし                 | 45                    |
| フランス       | 14                     | 筆記試験と実技試験   | 45                    |
| フランス       | 1988年1月1日以前生まれ | なし                 | 45                    |
| イギリス       | 16                     | 筆記試験 と 実技試験 | 45                    |
| ギリシア       | 16                     | 筆記試験 と 実技試験 | 45                    |
| アイルランド   | 16                     | 筆記試験 と 実技試験 | 45                    |
| アイスランド   | 15                     | 筆記試験 と 実技試験 | 45                    |
| イタリア       | 14                     | 筆記試験 と 実技試験 | 45                    |
| ルクセンブルク | 16                     | 筆記試験             | 45                    |
| ノルウェー     | 16                     | 筆記試験 と 実技試験 | 45                    |
| オランダ       | 16                     | 筆記試験 と 実技試験 | 45                    |
| ポルトガル     | 15                     | 筆記試験 と 実技試験 | 45                    |
| スウェーデン   | 15                     | なし                 | 25                    |
| スウェーデン   | 15                     | 筆記試験             | 45                    |
| スイス         | 14                     | 筆記試験             | 原動機は30 、電気は45 |